# 1971–1972-es bajnokcsapatok Európa-kupája
A bajnokcsapatok Európa-kupája 17. szezonja. A kupát a Johan Cruyff vezérelte holland Ajax hódította el, a döntőben az olasz Internazionalet legyőzvén. A holland sztárcsapat a tornán mindössze 3 gólt kapva, veretlenül nyerte meg azt.

## Eredmények

### Selejtező
| 1. csapat | Össz. | 2. csapat        | 1. mérk. | 2. mérk. |
| --------- | ----- | ---------------- | -------- | -------- |
| Valencia  | 4–1   | Union Luxembourg | 3–1      | 1–0      |

### 1. forduló
| 1. csapat        | Össz. | 2. csapat          | 1. mérk. | 2. mérk. |
| ---------------- | ----- | ------------------ | -------- | -------- |
| Marseille        | 3–2   | Górnik Zabrze      | 2–1      | 1–1      |
| Ajax             | 2–0   | Dynamo Dresden     | 2–0      | 0–0      |
| Reipas Lahti     | 1–9   | Grasshopper-Club   | 1–1      | 0–8      |
| Strømsgodset     | 1–9   | Arsenal            | 1–1      | 0–8      |
| Dinamo Bucureşti | 2–21  | Spartak Trnava     | 0–0      | 2–2      |
| Feyenoord        | 17–0  | Olympiakos Nicosia | 8–0      | 9–0      |
| CSZKA Szófia     | 4–0   | Partizani Tirana   | 3–0      | 1–0      |
| Valencia         | 1–11  | Hajduk Split       | 0–0      | 1–1      |
| Újpesti Dózsa    | 4–1   | Malmö FF           | 4–0      | 0–1      |
| Boldklubben 1903 | 2–4   | Celtic FC          | 2–1      | 0–3      |
| ÍA               | 0–4   | Sliema Wanderers   | 0–4      | 0–0      |
| Internazionale   | 6–4   | AEK Athén          | 4–1      | 2–3      |
| Cork Hibernians  | 1–7   | B. Mönchengladbach | 0–5      | 1–2      |
| Galatasaray      | 1–4   | CSZKA Moszkva      | 1–1      | 0–3      |
| Standard Liège   | 5–2   | Linfield           | 2–0      | 3–2      |

1A Dinamo Bucureşti és a Valencia csapata jutott tovább, idegenben lőtt góllal.

### 2. forduló (Nyolcaddöntő)
| 1. csapat        | Össz. | 2. csapat          | 1. mérk. | 2. mérk. |
| ---------------- | ----- | ------------------ | -------- | -------- |
| Marseille        | 2–6   | Ajax               | 1–2      | 1–4      |
| Grasshopper-Club | 0–5   | Arsenal            | 0–2      | 0–3      |
| Dinamo Bucureşti | 0–5   | Feyenoord          | 0–3      | 0–2      |
| SL Benfica       | 2–1   | CSZKA Szófia       | 2–1      | 0–0      |
| Valencia         | 1–3   | Újpesti Dózsa      | 0–1      | 1–2      |
| Celtic FC        | 6–1   | Sliema Wanderers   | 3–0      | 3–1      |
| Internazionale   | 4–2   | B. Mönchengladbach | 4–2      | 0–0      |
| CSZKA Moszkva    | 1–2   | Standard Liège     | 1–0      | 0–2      |

### Negyeddöntő
| 1. csapat      | Össz. | 2. csapat      | 1. mérk. | 2. mérk. |
| -------------- | ----- | -------------- | -------- | -------- |
| Ajax           | 3–1   | Arsenal        | 2–1      | 1–0      |
| Feyenoord      | 2–5   | SL Benfica     | 1–0      | 1–5      |
| Újpesti Dózsa  | 2–3   | Celtic FC      | 1–2      | 1–1      |
| Internazionale | 2–21  | Standard Liège | 1–0      | 1–2      |

1Az Internazionale csapata jutott tovább, idegenben lőtt több góllal.

### Elődöntő
| 1. csapat      | Össz. | 2. csapat  | 1. mérk. | 2. mérk. |
| -------------- | ----- | ---------- | -------- | -------- |
| Ajax           | 1–0   | SL Benfica | 1–0      | 0–0      |
| Internazionale | 0–01  | Celtic FC  | 0–0      | 0–0      |

1Az Internazionale csapata jutott tovább tizenegyesekkel (5–3).

### Döntő
| 1972. május 31. | Ajax           | 2–0   | Internazionale | Feijenoord stadion (Rotterdam) Nézőszám: 61,354 v.: Helles (Franciaország) |
| 1972. május 31. | Cruyff 47' 78' | (0–0) |                | Feijenoord stadion (Rotterdam) Nézőszám: 61,354 v.: Helles (Franciaország) |

| Az 1971–72-es bajnokcsapatok Európa-kupájának győztese |
| Ajax 2. cím                                            |
| ← 1970–71 Ajax                                         |
| Ajax 1972–73 →                                         |